# رنه گیمن
رنه گیمن (فرانسوی: René Guillemin‎؛ زادهٔ ۱۸۹۸) دوچرخه‌سوار اهل فرانسه است.